# ایسمار ایزیدور بوآس
ایسمار ایزیدور بوآس (آلمانی: Ismar Isidor Boas؛ ‏ ۲۸ مارس ۱۸۵۸ – ۱۵ مارس ۱۹۳۸) پزشک متخصص گوارش اهل آلمان بود. وی در روزگار خود، یکی از بزرگ‌ترین صاحب‌نظران پزشکی گوارش در اروپا بود و مشارکت‌های ارزنده و مهمی در زمینهٔ فیزیولوژی و آسیب‌شناسی گوارش داشت. نشانه بوآس و نقطه بوآس به نام او نام‌گذاری شده است. او نخستین بار لاکتوباسیلوس اسیدوفیلوس را از شیرهٔ معدهٔ بیماران مبتلا به سرطان معده جدا و آن را توصیف کرد. وی یک پلی‌کلینیک در شمال برلین داشت.
پس از قدرت گرفتن حزب نازی، او که یهودی بود، موقعیت شغلی خود را در دانشگاه برلین از دست داد و در سال ۱۹۳۶ به وین رفت. همسرش نیز به هلند گریخت. هنگامی که نازی‌ها وارد اتریش شدند، بوآس با مصرف بیش از حد داروی آرام‌بخش ورونال خود را کشت. همسرش سوفی و پسرش کورت که متخصص پوست بود، توسط نازی‌ها کشته شدند.